# TRUTH RESONANCE-T Mix
「TRUTH RESONANCE-T Mix」（トゥルース レゾナンス・ティー ミックス）は、T-SQUAREの18作目のシングル。
2003年4月23日にヴィレッジ・レコードから発売。

## 解説
T-SQUAREにとって18枚目のシングル。RESONANCE-Tがリミックスを手がけたことでRESONANCE-T featuring T-SQUARE名義でのリリース。公式ウェブサイトでは、本シングル以降新たなシングルリリースが確認できないことから、2021年5月現在、T-SQUARE最新のシングル。
収録された4曲全てAサイド扱い。1曲目「TRUTH Drum’n Bass Mix」はオリジナルの「TRUTH」同様『F1グランプリ』のオープニングテーマとして採用。

## 収録曲
1. TRUTH Drum’n Bass Mix
作曲：安藤まさひろ
プロデュース & リミックス：RESONANCE-T
2. UNITED SOUL Mirrorball Mix
作曲：安藤まさひろ
プロデュース & リミックス：RESONANCE-T
3. DESPEDIDA Social Ecstasy Mix
作曲：安藤まさひろ
プロデュース & リミックス：RESONANCE-T
4. TRUTH Future Satellite Mix
作曲：安藤まさひろ
プロデュース & リミックス：RESONANCE-T

## タイアップ
| 曲名                  | タイアップ                                                         |
| --------------------- | ------------------------------------------------------------------ |
| TRUTH Drum’n Bass Mix | 『F1グランプリ』（2003年 - 2005年 - 2006年）予選オープニングテーマ |